# Plateau d'Hauteville et d'Ahuy
Le Plateau d'Hauteville et d'Ahuy est un site naturel diversifié de landes, de culture, de vergers, de bois et pelouses calcaires situé sur les communes de Hauteville et d'Ahuy, dans le département de la Côte-d'Or

## Statut
Le site est classé Zone naturelle d'intérêt écologique, faunistique et floristique de type I, sous le numéro régional no 00040000,..

## Description
Le site présente un ensemble de milieux naturels variés: landes, de culture, de vergers, de bois et pelouses calcaires, à une altitude comprise entre 280 et 400 m.

## Oiseaux
Engoulevent d'Europe, Perdrix rouge, Alouette lulu

### Reptiles
Lézard vert, Coronelle lisse, 

### Flore
Orchis militaire.